# 대한민국 민법 제1091조
대한민국 민법 제1091조는 유언증서, 녹음의 검인에 대한 민법 상속법 조문이다.

## 조문
제1091조(유언증서, 녹음의 검인) ① 유언의 증서나 녹음을 보관한 자 또는 이를 발견한 자는 유언자의 사망후 지체없이 법원에 제출하여 그 검인을 청구하여야 한다.
②전항의 규정은 공정증서나 구수증서에 의한 유언에 적용하지 아니한다.

第1091條(遺言證書, 錄音의 檢認) ① 遺言의 證書나 錄音을 保管한 者 또는 이를 發見한 者는 遺言者의 死亡後 遲滯없이 法院에 提出하여 그 檢認을 請求하여야 한다.
②前項의 規定은 公正證書나 口授證書에 依한 遺言에 適用하지 아니한다.

## 판례
제1091조에 규정된 유언증서에 대한 법원의 검인은 유언의 방식에 관한 사실을 조사함으로써 위조 • 변조를 방지하고 그 보존을 확실히 하기 위한 절차에 불과할 뿐 유언증서의 효력 여부를 심판하는 절차가 아니다.. 따라서 적법한 유언은 이러한 검인이나 개봉절차를 거치지 않았더라도 유언자의 사망에 의하여 곧바로 그 효력이 생긴다.

## 민법이 정한 방식에 따르지 아니한 유언서의 검인청구
유언서의 검인은 유언의 방식에 관한 일체의 사실을 조사하여 유언서 자체의 상태를 확정하기 위한 것이지 유언의 효력을 판단하기 위한 것이 아니므로 검인청구가 된 유언서가 민법이 정한 방식에 다르지 아니한 것이라고 하더라도 그 청구를 각하할 것이 아니라 가사심판규칙 제101조에 의하여 조서를 작성하여야 한다.

## 참고 문헌
- 오현수, 일본민법, 진원사, 2014. ISBN 978-89-6346-345-2
- 오세경, 대법전, 법전출판사, 2014 ISBN 978-89-262-1027-7
- 이준현, LOGOS 민법 조문판례집, 미래가치, 2015. ISBN 979-1-155-02086-9

1. ↑  공적인 증명력을 확보하기 위해, 원본 문서와 그 사본이 동일하다는 것을 공적으로 확인하는 절차
2. ↑  대판 1998.5.29.97다38503
3. ↑  대법원 1998. 6. 12. 선고 97다38510 판결
4. ↑  대결 1980.11,19.80스23